# Gwardia Miejska Starozakonna

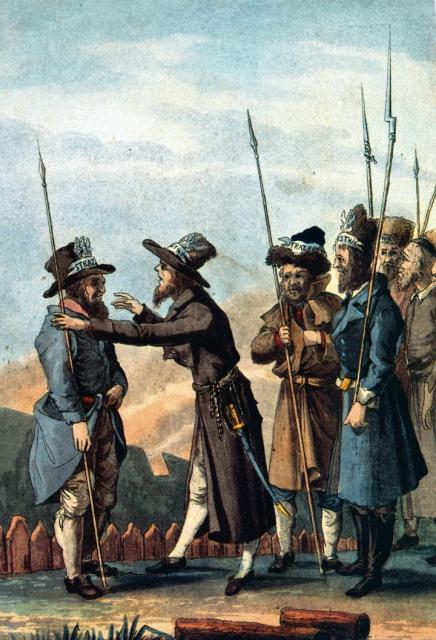
Żydowska Straż Bezpieczeństwa, grawiura Fryderyka Krzysztofa Dietricha (1831)

Gwardia Miejska Starozakonna – paramilitarna jednostka milicji sformowana z ochotników wyznania mojżeszowego podczas powstania listopadowego. 
20 grudnia 1830 reprezentanci społeczności żydowskiej Królestwa Polskiego zaapelowali do władz powstańczych, by żydom pozwolono wstępować do wojsk powstania na równi z obywatelami innych wyznań. Apel został przyjęty i wkrótce rozpoczął się napływ ochotników żydowskich do wszystkich jednostek wojskowych, w tym Wojska Polskiego, Straży Bezpieczeństwa i Gwardii Ruchomej. Jednakże ówczesne regulaminy wojskowe przewidywały konieczność golenia bród przez wszystkich umundurowanych, na co nie mogli zgodzić się ortodoksyjni wyznawcy judaizmu, którzy argumentowali, że „golenie bród – ani życzliwości dla kraju, ani waleczności nie dodaje”. Ostatecznie 28 lutego 1831 powołano do życia specjalną jednostkę dla żydów ortodoksyjnych: Gwardię Miejską Starozakonną z oddziałami we wszystkich miastach wojewódzkich. Do sierpnia 1831 tylko do warszawskiej jednostki zaciągnęło się 1098 żołnierzy wyznania mojżeszowego; wzięła ona udział w walkach podczas oblężenia Warszawy.